# 黄佳 (圍棋選手)
黃佳（潮州话拼音：ng⁵gia¹，国际音标：/ŋ̩˩ ki̯a˧/，1982年1月17日—），出生于中国廣東省潮州市，中国棋院职业围棋二段，2012年至2017年就读深圳大学师范学院运动训练专业，2017年起任深圳技术大学体育部助理教授。自2017年起代表澳门星云队参加城市围棋联赛。

## 升段记录
- 1999年入段
- 2001年升为二段

## 比赛成绩
- 2003年第一屆建橋盃中國女子圍棋公開賽亞軍[1]
- 2006 年全国女子围棋团体赛季军及个人锦标赛第六名。[2]